# Puygouzon
Puygouzon är en kommun i departementet Tarn i regionen Occitanien i södra Frankrike. Kommunen ligger i kantonen Albi-Sud som tillhör arrondissementet Albi. År 2022 hade Puygouzon 3 549 invånare.

## Befolkningsutveckling
Antalet invånare i kommunen Puygouzon
| Referens: INSEE |